# Vinica (Kroatië)
Vinica is een gemeente in de Kroatische provincie Varaždin.
Vinica telt 3747 inwoners. De oppervlakte bedraagt 32,14 km², de bevolkingsdichtheid is 116,6 inwoners per km².
Steden (gradovi): Varaždin · Ivanec · Lepoglava · Ludbreg · Novi Marof · Varaždinske Toplice

Gemeenten (općine): Bednja · Beretinec · Breznica · Breznički Hum · Cestica · Donja Voća · Gornji Kneginec · Jalžabet · Klenovnik · Ljubešćica · Mali Bukovec · Martijanec · Maruševec · Petrijanec · Sračinec · Sveti Đurđ · Sveti Ilija · Trnovec Bartolovečki · Veliki Bukovec · Vidovec · Vinica · Visoko